# Dendrophylliidae
Die Dendrophylliidae  (Gr. dendron = Baum, phyllon = Blatt) sind eine Familie der Steinkorallen (Scleractinia). Sie leben in allen Weltmeeren vom Flachwasser bis in Tiefen von über 2000 Metern. Es gibt 166 heute lebende Arten. Weiterhin sind 199 fossile Arten bekannt. Die Korallenfamilie gibt es seit 120 Millionen Jahren, seit der Kreidezeit.
Die meisten Arten der Dendrophylliidae sind daher ahermatypisch, das heißt, sie leben nicht in Symbiose mit Zooxanthellen und können Biotope fernab vom Sonnenlicht in Höhlen, unter Überständen oder auf dem tiefen Meeresgrund besiedeln. 
Zu ihnen gehören die Sternkoralle (Astroides calycularis) aus dem Mittelmeer und die Baumkoralle (Dendrophyllia ramea) aus dem Mittelmeer und dem Atlantik, die ebenso wie die tropischen Tubastraea auch in größeren Tiefen leben und sich von Plankton ernähren.
Die Gattungen Turbinaria, Duncanopsammia sowie einige Arten von Heteropsammia dagegen leben in Symbiose mit Zooxanthellen, von deren Stoffwechselprodukten sie sich teilweise ernähren, und sind daher auf helle Standorte in den flachen, tropischen Korallenriffen angewiesen.

## Gattungen
- Atlantia Ocaña & Brito, 2015
- Astroides Quoy & Gaimard, 1827
- Balanophyllia Wood, 1844
- Balanopsammia Ocaña & Brito, 2013
- Bathypsammia Marenzeller, 1906

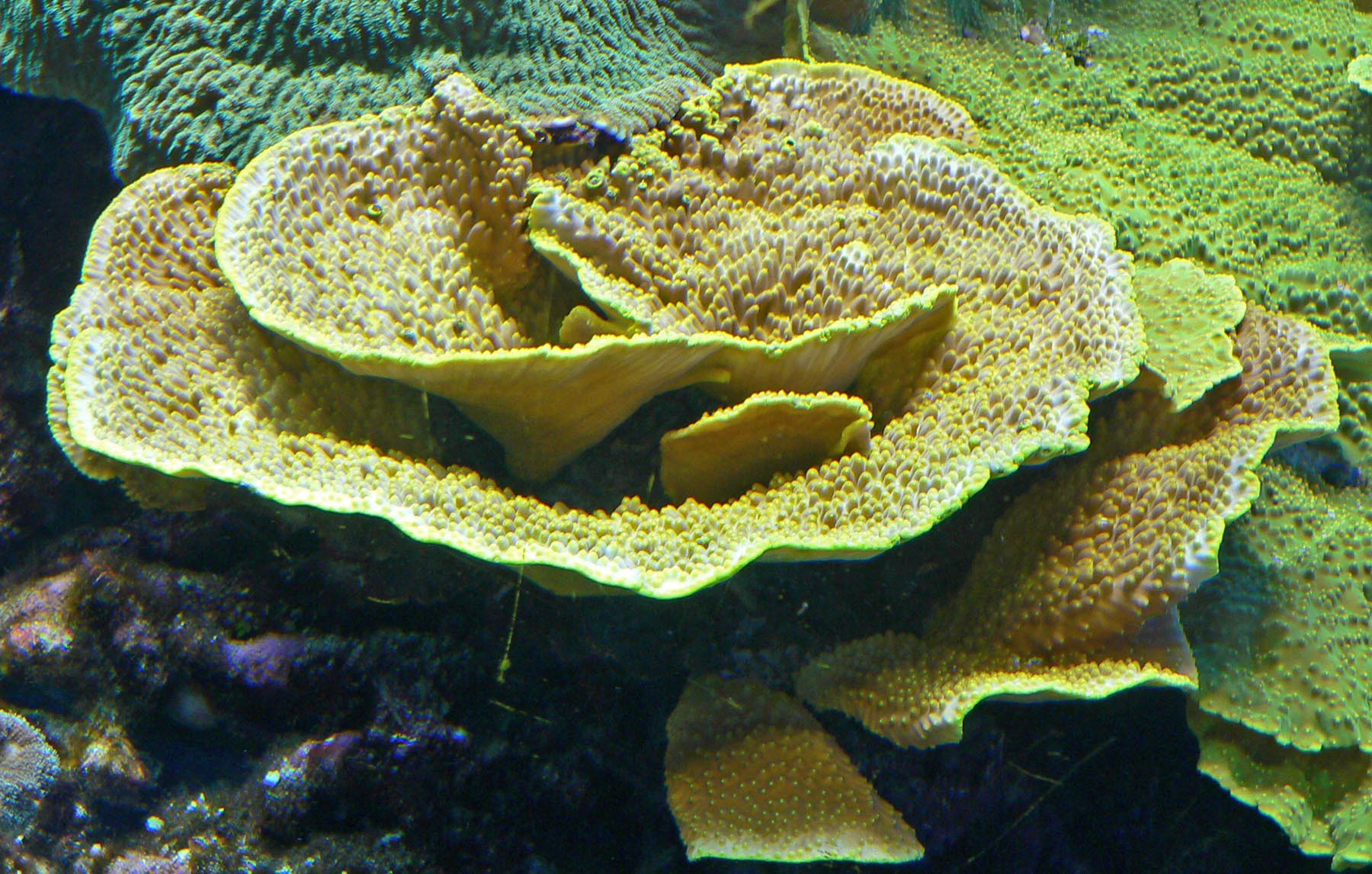
Turbinaria reniformis

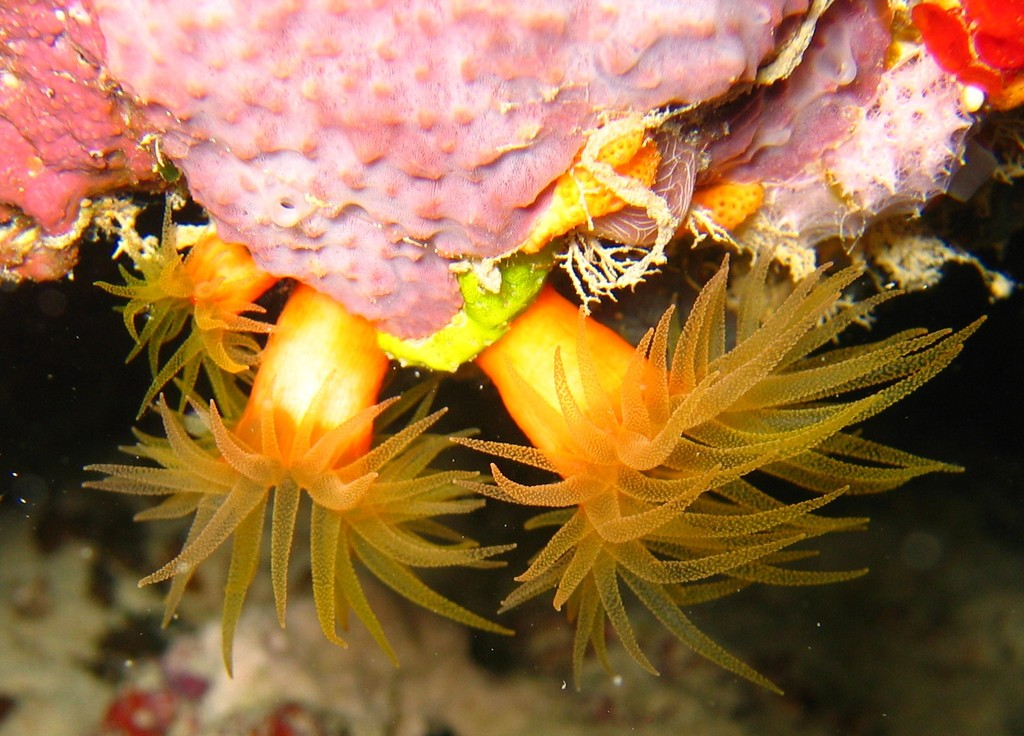
Tubastrea faulkneri

- Cladopsammia Lacaze-Duthiers, 1897
- Dendrophyllia Blainville, 1830
- Dichopsammia Song, 1994
- Duncanopsammia Wells, 1936
- Eguchipsammia Cairns, 1994
- Enallopsammia Michelotti in Sismonda, 1871
- Endopachys Lonsdale, 1845
- Endopsammia Milne-Edwards & Haime, 1848
- Heteropsammia Milne-Edwards & Haime, 1848
- Leptopsammia Milne-Edwards & Haime, 1848
- Notophyllia Dennant, 1899
- Psammoseris Milne-Edwards & Haime, 1851
- Rhizopsammia Verrill, 1870
- Thecopsammia De Pourtalès, 1868
- Trochopsammia De Pourtalès, 1878
- Tubastraea Lesson, 1829
- Turbinaria Oken, 1815